# La morte arriva per posta
La morte arriva per posta è un romanzo di Christopher Pike, scrittore statunitense di letteratura per ragazzi.
Il libro è stato pubblicato per la prima volta nel 1998. I protagonisti sono Allison, Fran, Brenda, Joan, Kipp, Tony e Neil, mentre l'antagonista è "L'Occhio".

## Trama
Una sera d'estate sette liceali esausti, frastornati e ubriachi stanno tornando a casa da un concerto. Si accorgono ben presto di essersi persi, e consultando la cartina stradale decidono di prendere una scorciatoia; imboccano una strada sconnessa e Tony, il ragazzo alla guida, perde controllo e urta con l'auto contro qualcosa. I ragazzi scendono dall'auto e rinvengono il corpo senza vita di un uomo. Presi dal panico seppelliscono il cadavere e decidono di non farne parola con nessuno. Inizia il loro ultimo anno di scuola. Un giorno una delle ragazze riceve una lettera da parte di un mittente sconosciuto che si fa chiamare“L'Occhio”: egli dice di sapere cosa è successo d'estate e che racconterà tutto alle autorità se non eseguiranno i suoi ordini.
Ai ragazzi viene chiesto di fare cose mano a mano sempre più assurde e umilianti. Alcuni di loro si rifiutano e spariscono misteriosamente. Uno di loro, Neil, viene ritrovato morto. Allison, una delle ragazze, ingaggia una lotta con "L'Occhio", che cerca di ucciderla. Allison sviene e si risveglia in una stanza, legata, insieme agli altri ragazzi. L'Occhio si scopre essere Neil che, gravemente malato di cancro, è impazzito ed ha deciso di vendicare l'uomo ucciso: ha finto di essere morto ed ha poi rapito gli amici con l'intento di investirli sulla stessa strada in cui c'è stato l'incidente perché facciano compagnia al morto. Allison, di cui Neil è sempre stato innamorato, cerca di ingannarlo per rubargli la pistola ma all'ultimo non ha cuore di sparargli e Neil le inietta un narcotico. In quel momento irrompe nella stanza Tony che è appena tornato dal luogo dell'incidente e, non trovando il cadavere dell'uomo (Neil lo aveva usato nella sua falsa morte), ha compreso tutta la verità. Neil prende in ostaggio Alison, puntandole un coltello alla gola. Ben presto però Neil cede, lascia andare la ragazza e sviene. Tony e Neil partono poi per il lago, dove il secondo sembra essere tornato lucido ad eccezione di alcuni momenti in cui "L'Occhio" prende il sopravvento. Durante quei giorni Neil, ormai debole e senza forze, muore.